# Isodontia pilipes
Isodontia pilipes là một loài côn trùng cánh màng trong họ Sphecidae, thuộc chi Isodontia. Loài này được Hensen miêu tả khoa học đầu tiên năm 1991.